# Залеский, Франц Францович
Фра́нц Фра́нцович (Карлович) Зале́ский (1820—1867) — русский медик, доктор медицины, приват-доцент истории медицины в Казанском университете.

## Биография
Франц Залеский родился 15 июля 1820 года в селе Березовичи, Волынской губернии. Первоначальное образование получил в Клевановской гимназии, по окончании которой в 1837 году поступил в университет Святого Владимира, но в 1839 году перешел на третий курс юридического факультета Казанского университета. Окончив здесь курс в 1841 году с званием кандидата, Ф. Ф. Залеский определился на службу в Волынское губернское правление, но спустя два года вышел в отставку.
В 1845 году Франц Францович Залеский поступил в канцелярию Волынского гражданского губернатора и снова в следующем году вышел в отставку.
С 17 мая 1850 года по 6 апреля 1851 года Ф. Залеский состоял помощником бухгалтера правления XII округа путей сообщения в городе Ковно; в том же году он стал в студентом Казанского университета по медицинскому факультету, по окончании которого в 1856 году с званием лекаря определён был преподавателем естественных наук в Казанский Родионовский институт благородных девиц и тогда же назначен ассистентом акушерской клиники Казанского университета.
В 1858 году Франц Францович Залеский по защите диссертации под заглавием «De paralysi organorum motus voluntarii» был удостоен ученой степени доктора медицины.
В 1859 году, за выслугой лет, он был освобождён от обязанностей ассистента названной клиники, а в следующем году, по собственному прошению, и от должности преподавателя естественной истории в Родионовском институте. В последние годы своей жизни Залеский состоял старшим врачом заведений Вятского приказа общественного призрения (1861 год), старшим врачом больницы Ярославского приказа общественного призрения (1863 год) и приват-доцентом истории медицины в Казанском университете.
Франц Францович Залеский умер 20 декабря 1867 года.

## Избранная библиография
- «Ischuria renalis congenita (Соврожденное почечное мочезадержание).
- Замечательный патологический случай» («Ученые Записки Императорского Казанского университета», 1858 г., книга 2);
- «Очерки главнейших лечебных заведений Санкт-Петербурга и Москвы». 1859 г.;
- «Ненормальное образование и положение почки» («Современная медицина», 1862 г., № 27);
- «Неудачное хлороформирование у притворногo» («Современная медицина», № 41);
- «Об употреблении хлороформа» («Современная медицина», № 41);
- «Общее клиническое учение о горячке» (СПб.. 1863 год).